# جامین‌اود
شهرستان جامین‌اُود یا زامین‌اُود (به زبان مغولی: Замын-Үүд сум، [Zamyn-Üüd sum]؛ ᠵᠠᠮ ᠤᠨ ᠡᠭᠦᠳᠡ ᠰᠤᠮᠤ، [jam-un egüde sumu]) یک شهرستان (سُوم) و شهرک (توخسون) در استان دورنوغوبی کشور مغولستان است. شهرستان جامین‌اُود ۴۶۸٫۸۰ کیلومتر مربع مساحت داشته، و در سال ۲۰۲۲ میلادی ۱۸٬۵۸۵ نفر جمعیت در آن ساکن بوده است.
سابقا در سال ۱۹۹۷ میلادی، جامین‌اُود دارای ۵٬۴۸۶ نفر جمعیت بوده که 
در سال ۲۰۰۸ با رشدی معادل +۱۳٫۸% (۶٬۰۴۱ نفر)، تعداد سکنه‌های آن به ۱۱٬۵۲۷ رسیده و نهایتا در سال ۲۰۲۲ میلادی به ۱۸٬۵۸۵ نفر  رسیده است.
شهر جامین‌اُود بر روی مسیر تجاری تاریخی متصل کنندهٔ مغولستان بیرونی به پکن و سایر مناطق چین قرار داشته، و امروزه به عنوان شهر مرزی بر روی جادهٔ سراسری متصل‌کنندهٔ اولان‌باتور، بین مغولستان و جمهوری خلق چین و در مقابل شهر اِرِن‌خوت قرار داشته و از اهمیت استراژیک کلیدی برای مغولستان برخوردار است.

## تقسیمات اداری
شهرستان جامین‌اُود متشکل از ۵ قصبه (باغ) می‌باشد. از این بین، ۳ عدد از آنان نام‌گذاری نشده‌اند. این قصبه‌ها موسوم به «قصبهٔ ۱ام» الی «قصبهٔ ۳ام» می‌باشند، و اینان دربرگیرندهٔ منطقهٔ شهریِ اصلیِ جامین‌اُود می‌باشند. ۲ عدد از این قصبه‌ها، شامل مناطق حومه‌ای اطراف بوده، و شامل:
- بورخوی (مغولی: Борхой баг، [Borxoj  bag]؛ ᠪᠣᠷᠣᠬᠠᠢ ᠪᠠᠭ، [boruqai baɣ])
- سولد (مغولی: Сүлд баг، [Süld bag]؛ ᠰᠦᠯᠳᠡ ᠪᠠᠭ، [sülde baɣ])